# 马迪耶尔
马迪耶尔（法語：Madière，法語發音：[madjɛʁ]）是法国阿列日省的一个市镇，属于帕米耶区。

## 地理
马迪耶尔（43°6'21"N, 1°30'53"E）面积10.28 平方千米，位于法国奧克西塔尼大區阿列日省，该省份为法国西南部内陆省份，西部和北部与上加龙省接壤，东临奥德省，东南至东比利牛斯省接壤，南与安道尔和西班牙接壤。
与马迪耶尔接壤的市镇（或旧市镇、城区）包括：阿尔蒂加、埃斯科斯、莫内斯普尔、蒙泰居普朗托雷勒、帕耶斯、帕米耶、圣米歇尔、圣维克托-鲁佐。

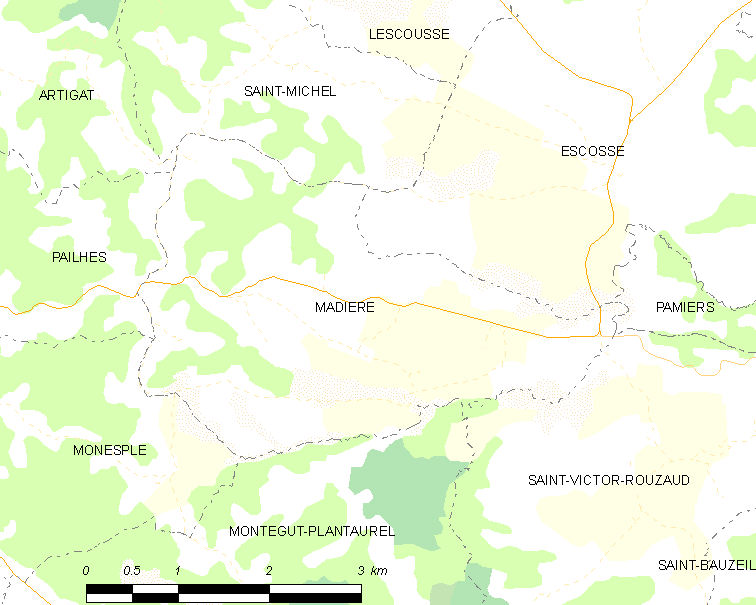
马迪耶尔的OSM定位图

马迪耶尔的时区为UTC+01:00、UTC+02:00（夏令时）。

## 行政
马迪耶尔的邮政编码为09100，INSEE市镇编码为09177。

## 政治
马迪耶尔所属的省级选区为帕米耶第一县。

## 人口

1962-2008年间马迪耶尔人口变化图示

马迪耶尔于2022年1月1日时的人口数量为272人。